# گاردابانی
گاردابانی (به گرجی: გარდაბანი) شهری در استان کومو کارتلی گرجستان است. جمعیت این شهر طبق سرشماری سال ۲۰۰۹ میلادی ۱۴٬۱۰۰ نفر بوده‌است. ۸۵٪ این شهر را آذربایجانی‌ها تشکیل می‌دهند. گاردابانی در ۳۹ کیلومتری جنوب تفلیس قرار گرفته است.

## نگارخانه

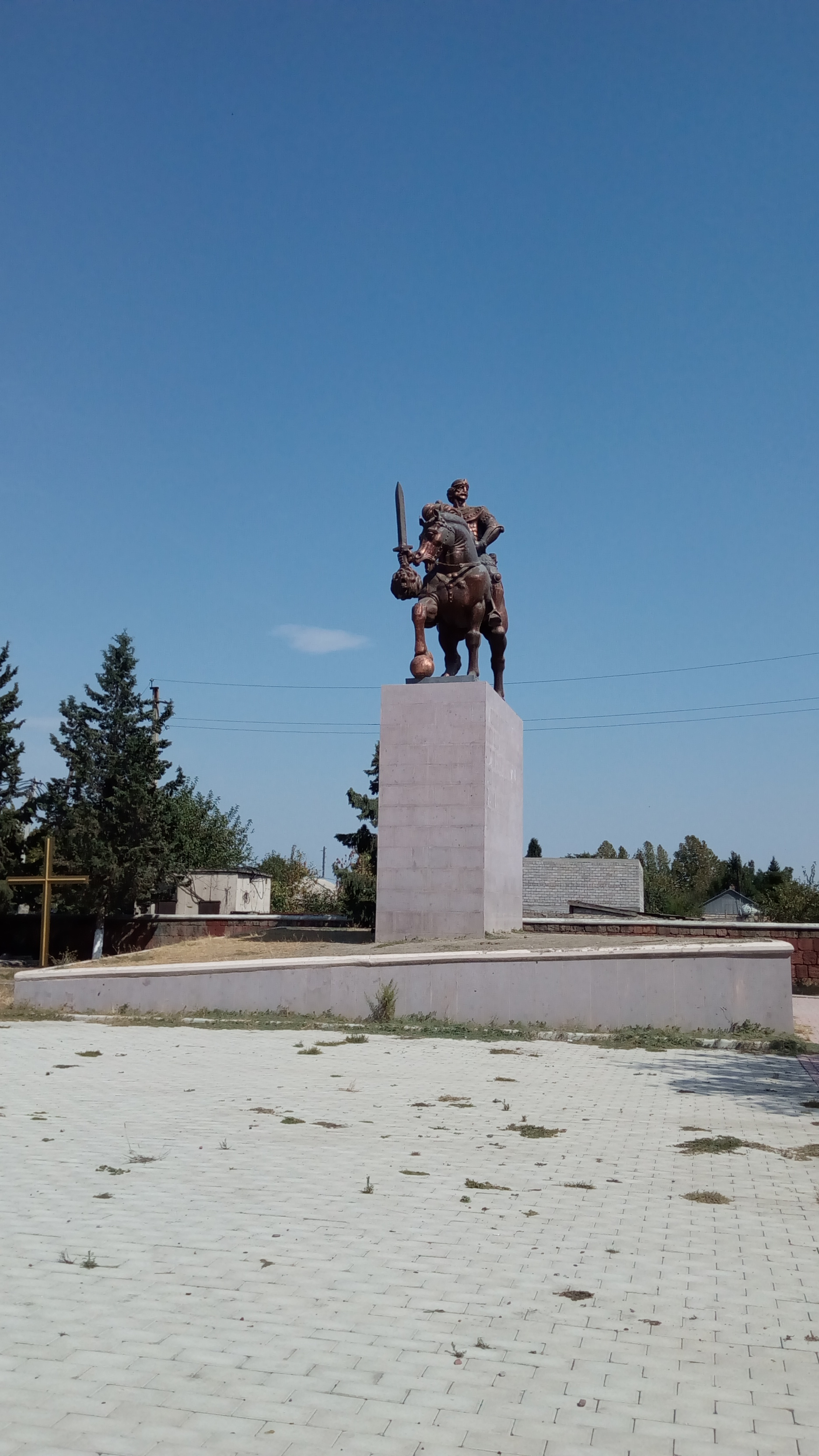
یک تندیس در میدان شهر گاردابانی
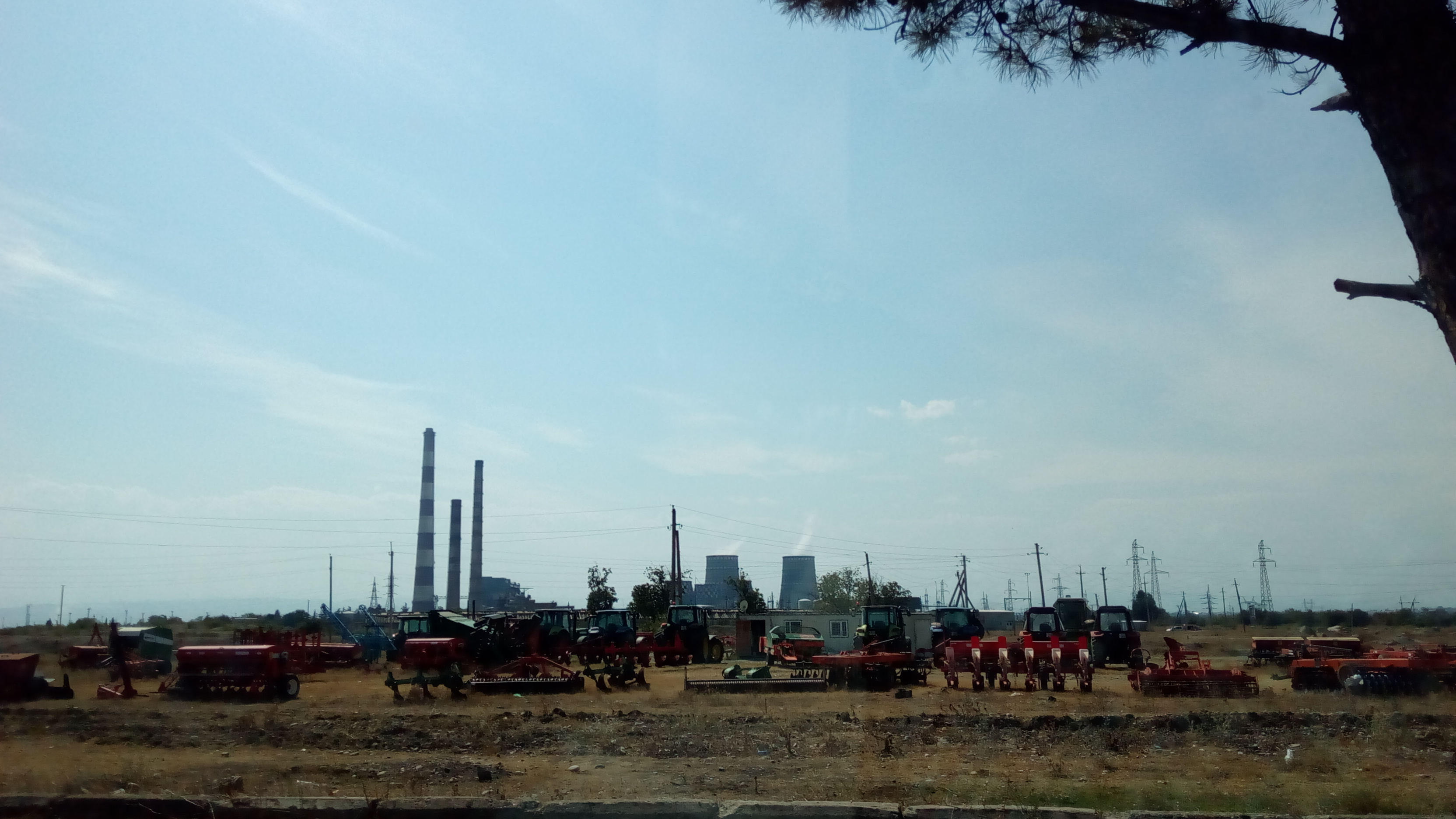
ایستگاه تولید برق در جاده روستاوی-گاردابانی